# SN 1993ae
SN 1993ae – supernowa typu Ia odkryta 1 listopada 1993 roku w galaktyce UGC 1071. Jej maksymalna jasność wynosiła 15,46m.